# 이진목항
이진목항은 전라남도 장흥군 회진면 이진목리에 있는 어항이다. 1975년 8월 6일 지방어항으로 지정하여 관리하고 있다. 시설관리자는 장흥군수이다.

## 어항 구역
본 항의 어항구역은 다음과 같다.
- 수역: 195,570m2

## 어항 시설
- 물양장 160m, 방파제 304m, 선착장 148m

## 주요 어종
- 돔, 농어, 숭어, 전어